# Avanti tutta Coco!
Avanti tutta Coco! (フルアヘッド!ココ?, Furuaheddo! Koko) è un manga incentrato sul mondo della pirateria, scritto e disegnato da Hideyuki Yonehara tra il 1997 e il 2002. È stato pubblicato da Akita Shoten in Giappone sulla rivista Weekly Shōnen Champion tra il 1997 e il 2002. In totale si contano 29 volumi. L'8 novembre 2001 è stato pubblicato il volume Full Ahead Coco! Side Stories - ZERO (フルアヘッド!ココ 番外編-ZERO-?, Furuaheddo! Koko bangai-hen -ZERO-), che contiene alcune storie che fanno da spin-off alla serie principale.
In Italia il manga è stato proposto dalla Play Media Company (allora Play Press Publishing) tra il 2003 e il 2004, ma le pubblicazioni sono state interrotte al numero 15.

## Volumi
| 1  | luglio 1997                                                                                                | ISBN 4-253-05625-3 | 24 gennaio 2003   |
| 1  | Capitoli - 1. L'incontro - 2. Si salpa - 3. La ciurma - 4. L'anima - 5. Kamara il demone - 6. Oltrepassare |                    |                   |
| 2  | settembre 1997                                                                                             | ISBN 4-253-05626-1 | 24 febbraio 2003  |
| 3  | novembre 1997                                                                                              | ISBN 4-253-05627-X | 24 marzo 2003     |
| 4  | gennaio 1998                                                                                               | ISBN 4-253-05628-8 | 24 aprile 2003    |
| 5  | aprile 1998                                                                                                | ISBN 4-253-05629-6 | 24 maggio 2003    |
| 6  | giugno 1998                                                                                                | ISBN 4-253-05630-X | 24 giugno 2003    |
| 7  | settembre 1998                                                                                             | ISBN 4-253-05631-8 | 24 luglio 2003    |
| 8  | novembre 1998                                                                                              | ISBN 4-253-05632-6 | 24 agosto 2003    |
| 9  | gennaio 1999                                                                                               | ISBN 4-253-05633-4 | 24 settembre 2003 |
| 10 | aprile 1999                                                                                                | ISBN 4-253-05634-2 | 24 ottobre 2003   |
| 11 | giugno 1999                                                                                                | ISBN 4-253-05635-0 | 24 novembre 2003  |
| 12 | agosto 1999                                                                                                | ISBN 4-253-05636-9 | 24 dicembre 2003  |
| 13 | ottobre 1999                                                                                               | ISBN 4-253-05637-7 | 24 gennaio 2004   |
| 14 | dicembre 1999                                                                                              | ISBN 4-253-05638-5 | 24 febbraio 2004  |
| 15 | febbraio 2000                                                                                              | ISBN 4-253-05639-3 | 24 marzo 2004     |
| 16 | maggio 2000                                                                                                | ISBN 4-253-05640-7 | —                 |
| 17 | luglio 2000                                                                                                | ISBN 4-253-05641-5 | —                 |
| 18 | ottobre 2000                                                                                               | ISBN 4-253-05642-3 | —                 |
| 19 | dicembre 2000                                                                                              | ISBN 4-253-05643-1 | —                 |
| 20 | febbraio 2001                                                                                              | ISBN 4-253-05644-X | —                 |
| 21 | aprile 2001                                                                                                | ISBN 4-253-05645-8 | —                 |
| 22 | luglio 2001                                                                                                | ISBN 4-253-05646-6 | —                 |
| 23 | 10 settembre 2001                                                                                          | ISBN 4-253-05647-4 | —                 |
| 24 | 10 dicembre 2001                                                                                           | ISBN 4-253-05648-2 | —                 |
| 25 | 25 febbraio 2002                                                                                           | ISBN 4-253-05649-0 | —                 |
| 26 | 20 aprile 2002                                                                                             | ISBN 4-253-05650-4 | —                 |
| 27 | 10 giugno 2002                                                                                             | ISBN 4-253-05680-6 | —                 |
| 28 | 10 agosto 2002                                                                                             | ISBN 4-253-05681-4 | —                 |
| 29 | 20 ottobre 2002                                                                                            | ISBN 4-253-05682-2 | —                 |